# 선자령
선자령(仙子嶺)은 강원도 평창군 대관령면에 위치한 고개다. 대관령 하늘목장 트랙터 타기 체험을 신청하면 올라갈 수 있으며, 또한 겨울 설경이 아름답기로 유명하다.